# Virginia Centurione Bracelli
Virginia Centurione Bracelli (2 de abril de 1587 - 15 de dezembro de 1651) foi uma religiosa católica italiana de Gênova. Seu pai era o Doge de Gênova e ela teve um casamento curto devido à morte de seu marido em 1607.

## Biografia

### Infância
De família nobre e rica e filha de Giorgio Centurione, doge da República de Gênova entre 1621-1622, recebeu uma educação religiosa. Os pais queriam que sua educação lhe permitisse ler obras literárias e aprender latim. Sua mãe morreu precocemente e seu pai, segundo o costume da época, a prometeu em casamento a Gaspare Grimaldi Bracelli, único herdeiro de uma família rica e nobre.

### Casamento
Virginia se casou em 10 de dezembro de 1602 com Gaspare Grimaldi Bracelli, que, em 1606, ficou muito doente dos pulmões e os médicos lhe recomendaram um clima mais ameno; então mudaram-se para Alexandria, na casa dos primos. Gaspare morreu no dia 13 de junho de 1607, aos 24 anos, deixando-a viúva aos 20 anos de idade.

### Atividades de assistência
Virginia Centurione fundou algumas escolas e faculdades e ajudou algumas famílias necessitadas com recursos próprios para que seus filhos pudessem ir à escola.
Durante a guerra franco-piemontesa de 1625, entre a República de Gênova e o Ducado de Sabóia, apoiado pela França, o desemprego e a fome atingiram a nação. Gênova foi invadida por imigrantes que buscavam refúgio na cidade que fugia dos territórios ocupados.Virgínia continuou comprometida com suas obras de caridade organizando assistência espiritual e material aos refugiados e até mesmo a alguns prisioneiros de guerra.
Em agosto de 1625, a sua sogra também morreu, e em 1630, Virgínia começou a atividade da hospitalidade e assistência das meninas pobres. Como o número de jovens que foram recebidos em seu palácio cresceu, para o qual ele originalmente reservou o sótão, ele teve que procurar um espaço mais amplo. A duquesa Plácida Spinola, que foi muito simpática, deu emprestado, em seguida, alugar o mosteiro de Monte Calvario que tinha comprado os frades franciscanos.
Em 14 de abril de 1631, ele deixou a casa Via Lomellini e mudou-se com a jovem para o convento de Monte Calvario, que mais tarde chamado de "Refúgio do Monte Calvário." Quando o convento Monte Calvário tornou-se insuficiente e para muitas petições, Virgínia fundou duas novas casas. Em menos de três anos o trabalho já contava com três casas e trezentos jovens.
Para enfrentar as dificuldades econômicas, ela recorreu à família, especialmente a seu irmão Francisco, chefe do exército pontifício. Ele também pediu ajuda do "Escritório dos Pobres" e outros benfeitores, que viram em seu trabalho uma oportunidade para as mulheres jovens que não tinham condições de ter sucesso.
Na primeira metade do século XVII tinha em Gênova várias instituições de assistência públicas para a população, incluindo o "Escritório dos pobres" e " associação de "Oito senhoras de misericórdia", o último foi em um estado de decomposição, por isso era quase impossível para encontrar oito pessoas dispostas a assumir as oito distritos em que a cidade foi dividida. Virginia foi convidada para ser parte dela e foi dado um bairro pobre em que viviam mais de seiscentas famílias. ela decidiu para reorganizar a distribuição de ajuda de uma forma que realmente atingiu o pobre. preparou e apresentou ao programa de associação e assistência também foi capaz de envolver a nobreza de Gênova para ser oferecido os meios necessários para o programa e até mesmo a sua colaboração. Assim, a associação de emergiu Cem Damas da Misericórdia de proteção dos Pobres de Jesus Cristo, também conhecido como os Cem Damas da Caridade, que trabalhavam com outros voluntários nos diversos bairros da cidade. Em 1634, Virgínia escreveu uma regra para a nova Congregação. Apesar da efervescência inicial, a congregação não durou muito tempo.

### As "quarenta horas"
Durante o carnaval, Virginia redescobriu a existência de "As empresas de penitência", organizado algumas procissões e a consagração da República à Santíssima Virgem em 25 de março de 1637.
Ela mesma fundou a instituição das quarenta horas no final de 1642, que serviu para reavivar a fé dos fiéis e promover a adoração eucarística. O cardeal Stefano Durazzo, arcebispo da cidade, concedida a permissão somente se Virgínia Centurione a empreender para cuidar da pureza das igrejas onde exposição do Santíssimo Sacramento.

### Irmãs de Nossa Senhora do Refúgio do Monte Calvário
Já em 1633, escrevendo a um amigo, Virgínia dissera que se mudara para a casa de Bisagno, apenas aquelas moças que pensavam servir ao Senhor por toda a vida . Em 1641, o religioso capuchinho Mattia Bovoni assumiu a liderança espiritual da comunidade de Carignano, que imediatamente percebeu a bondade da fundação. Para garantir sua continuidade, ele sugeriu a Virginia que escolhesse as melhores "filhas" para formar uma comunidade que pudesse continuar seu trabalho. As jovens viveriam segundo o modelo dos terciários franciscanos, como virgens seculares. Em 2 de fevereiro de 1642 , o jovem eleito, professou como um terciário franciscano não fez os votos religiosos, mas foram obrigados a obedecer aos superiores, isto é, a "mãe" e os "protetores". Em 1643, Mattia Bovoni morreu.
A "Regra" das "filhas" da Virgínia, foi escrita durante os anos de 1644 e 1650, e foi dito que todas as casas eram a única obra de Nossa Senhora do Refúgio, sob a direção e administração dos "protetores"; a divisão entre "filhas" com hábito (irmãs e noviças) e "filhas" sem hábito foi confirmada; todos eles tinham que viver sem votos, mas em obediência e pobreza. Em 1645, ele enviou, a pedido do Senado, as primeiras vinte e três "filhas" para o hospital de Pammatone. Em 1650, o Escritório dos Pobres pediu-lhe que enviasse irmãs para dirigir o laboratório interno do Lazareto.

### Os últimos anos
Os últimos anos da vida de Virginia foram marcados pela tristeza de ver isso entre seu irmão Francisco e seu cunhado ; lutas e processos judiciais foram gerados que terminaram em grande parte o patrimônio dos sogros. Além do fracasso financeiro do marido de sua filha Isabella. Apesar de tudo em 1647, tinha forças necessárias para mediar e conseguir a conciliação entre o arcebispado e o governo da República, envolvido em uma disputa por questões de prestígio.
Em 1649 , após uma doença grave, Virginia solicitou e obteve que os três "protetores" fossem acrescentados em um quarto, o marquês Emmanuele Brignole. Graças a isto e à grande colaboração que este último deu à congregação, em algumas regiões da Itália as freiras eram conhecidas como as "irmãs Brignolín".
Virginia Centurione morreu na casa de Carignano em 15 de dezembro de 1651, aos 64 anos de idade, devido a uma pneumonia. Ela foi enterrada na igreja do convento de Santa Clara de Asís, permanecendo lá por 150 anos.

## Santidade

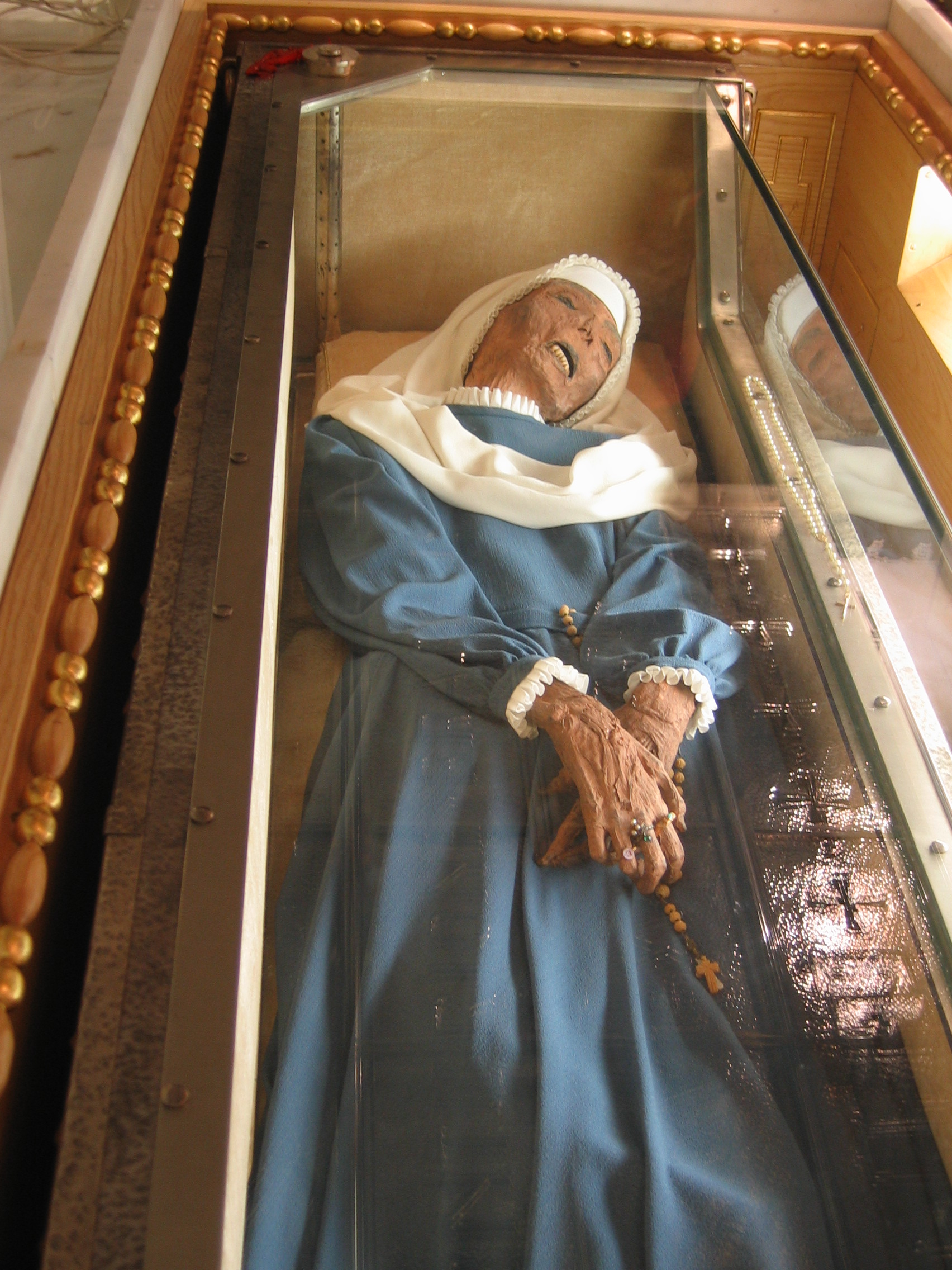
O Corpo Incorrupto de Santa Virginia.

O processo informativo, para a causa de sua canonização começou em 28 de abril de 1933 e terminou o seu conjunto de negócios em 1957. Teólogos aprovados todos os seus escritos para estar em linha e respectivas da fé em um decreto datado de 10 de abril de 1959. Os historiadores foram incumbidos de avaliar se a causa tivesse obstáculos que possam impedi-lo e tornar o processo difícil. Mas os historiadores de completá-la em 1 de dezembro de 1971, que permitiu a causa para prosseguir.
Em 20 de setembro de 1801, seu corpo foi exumado, curiosamente encontrado incorrupto, e transferiu o convento de Santa Clara para a casa mãe da congregação. Na década de 1980, uma nova exumação foi realizada, por ocasião da abertura do processo de beatificação, na presença do arcebispo de Gênova, o cardeal Giuseppe Siri.
Hoje os restos da santa são preservados na casa mãe das "brignolinas", que desde meados do século XIX está localizada no distrito genovês de Marassi.
A introdução formal da causa veio no dia 7 de janeiro de 1977, sob o Papa Paulo VI, no qual ela foi concedido o título de Servo de Deus como o primeiro estágio do processo. Um processo apostólico foi realizado após isso enquanto ambos os processos foram validados em Roma, de modo que a Congregação para as Causas dos Santos, poderia começar sua própria investigação. Teólogos aprovada a causa, em 18 de outubro de 1983. Em 7 de abril de 1984, foi declarada Venerável, quando o Papa João Paulo II confirmou a sua heróica virtude.
Bracelli foi beatificada em 22 de setembro de 1985, e mais tarde foi canonizada em 18 de maio de 2003.